# Cláudio Lins
Cláudio Werner Vianna Lins  (Rio de Janeiro, 30 de novembro de 1972) é um ator, cantor e apresentador brasileiro. É conhecido pelo extenso trabalho nos musicais, incluindo Ópera do Malandro, Nada Será Como Antes, Rock in Rio - O Musical, Elis, A Musical, O Beijo no Asfalto e Garota de Ipanema: O Amor é Bossa.

## Biografia
Filho da cantora e atriz Lucinha Lins e do cantor e compositor Ivan Lins, Cláudio cresceu em uma família de artistas e desde pequeno já demonstrava facilidade para a música: quando criança fez aula de piano e participou de inúmeros coros infantis. Pisou pela primeira vez no palco em 1984, aos onze anos, no musical infantil “Sapatinho de Cristal”, dirigido por Cláudio Tovar. Em 1985, estrelou outro musical, “Verde que te quero ver”. Até os dezoito anos dedicou-se ao estudo do piano e teoria musical, e formou várias bandas na adolescência (a mais importante chamava-se “Pacatatucotianão”). Foi quando voltou ao teatro, ingressando no tradicional O Tablado, no Rio de Janeiro, onde estudou por dois anos, participando de práticas de montagem.

## Carreira
No teatro, o ator trabalhou com diretores como Bernardo Jablonski (A Visita da Velha Senhora, de 1993; O Inimigo, de 1994), Tônio Carvalho (A Tragédia Florentina, de 1995), Aderbal Freire Filho (Tia Zulmira e nós, de 2001), Marcelo Saback (Frisson, também de 2001), Cláudio Tovar (Aldir Blanc, um Cara Bacana, de 2000), Antônio Pedro (Se correr o Bicho pega, se ficar o Bicho come, de 2002), Diogo Vilela (Elis Regina, Estrela do Brasil, também de 2002), Charles Müller e Cláudio Botelho (Ópera do Malandro, 2003/04), entre outros. Na televisão participou de telenovelas e minisséries, como História de Amor (Rede Globo, de 1995), Perdidos de Amor (Rede Bandeirantes, de 1996), Terra Mãe (RTP – Portugal, 1997), Chiquinha Gonzaga (Rede Globo, de 1999) e Sabor da Paixão (Rede Globo, de 2002/03).
Em 1999, Cláudio Lins lançou seu primeiro CD solo, Um, com críticas positivas. Na área musical, ainda fez trilhas para peças teatrais e suas composições têm sido gravadas por intérpretes como Lucinha Lins, Maria Rita e Luciana Melo. Em 2004, voltou ao cenário musical com o show Eu Não Estou Aqui. Durante mais de um ano, entre 2002 e 2003, o ator esteve à frente do programa musical A vida é um show, (TVE – Rede Brasil), com excelente aceitação do público especializado. Em 2004, Cláudio despontou grande sucesso como protagonista na novela Esmeralda, como José Armando, exibido pelo SBT, fazendo par romântico com Bianca Castanho. A novela foi um grande sucesso deslanchando a carreira do ator. Em 2009, Cláudio Lins lançou seu segundo CD solo, Cara, com todas as músicas de sua autoria, com colaborações na composição de "Lotação Esgotada" (faixa 5), "Dois Voando" (faixa 6) e "Por Toda Vida" (faixa 11).
Em 2010 viveu Claude Antoine Geraldy em Uma Rosa com Amor (2010), no SBT, e em 2011, mais uma vez no SBT, protagoniza outra novela de Tiago Santiago, a inédita Amor e Revolução, vivendo o militar José Guerra, que se dividia, em plena ditadura militar, entre a carreira de major e o amor por uma comunista. Em 2015, foi contratado pela Rede Globo, participando da novela das nove  Babilônia, interpretando Sérgio, um empresário que se apaixona por Ivan (Marcello Melo Jr.), seu par romântico na novela.

## Vida pessoal
Em 1997 começou a namorar a atriz Adriana Garambone, com quem se casou em 1997 e se separou em 2000. Em 2002 iniciou um novo relacionamento com a empresária Alexandra di Calafiori, casando-se com ela em 2005. Em 2012 nasceu o filho do casal, Mariano Lins.

## Teatro
| Ano     | Título                                             | Personagem            |
| ------- | -------------------------------------------------- | --------------------- |
| 1984    | Sapatinho de Cristal                               | Príncipe              |
| 1985–86 | Verde que te Quero Ver                             | Menino Azul           |
| 1990–91 | A Turma e o Tempo                                  | Vários personagens    |
| 1992    | A Filha do Sol                                     | Guerreiro Vermelho    |
| 1992    | A Visita                                           | Alfredo               |
| 1993    | O Inimigo                                          | Roberto               |
| 1993    | A Terra Vista da Lua                               | Neil                  |
| 1993–94 | A Bela Adormecida                                  | Príncipe              |
| 1994    | Terror na Praia                                    | Luca                  |
| 1995    | Uma Tragédia Florentina                            | Guido Bardi           |
| 1995–96 | Maria Minhoca                                      | Chiquinho Colibri     |
| 1997    | Hilda Furacão: O Musical                           | Frei Malthus          |
| 1998–00 | Aldir Blanc, um Cara Bacana                        | Aldir Blan            |
| 2001    | Frisson, Musical                                   | Caco                  |
| 2001    | Tia Zulmira e Nós                                  | Stanislaw Ponte-Preta |
| 2002    | Se Correr o Bicho Pega, Se Ficar o Bicho Come      | Roque                 |
| 2002–03 | Elis Regina, Estrela do Brasil                     | César Camargo Mariano |
| 2003–04 | Ópera do Malandro                                  | Barrabás              |
| 2004–05 | A Mão e a Luva                                     | Luís Alves            |
| 2006–07 | Ópera do Malandro                                  | Max                   |
| 2007–08 | O Baile                                            | Galã Latino           |
| 2008    | Quatro Carreirinhas                                | Seven Iron            |
| 2008–09 | Gota d'Água                                        | Creonte               |
| 2012–13 | Nada Será Como Antes                               | Nilo                  |
| 2013    | Rock in Rio - O Musical                            | Orlando Tepedino      |
| 2014–16 | Elis, A Musical                                    | Cesar Camargo Mariano |
| 2015–16 | O Beijo no Asfalto                                 | Arandir               |
| 2016–18 | Garota de Ipanema – O Amor é Bossa                 | Steve                 |
| 2025    | Chatô e os Diários Associados - 100 anos de paixão | Fabiano               |

## Filmografia

### Televisão
| Ano     | Título                      | Personagem / Cargo               | Notas                                  |
| ------- | --------------------------- | -------------------------------- | -------------------------------------- |
| 1994    | Você Decide                 | Anselmo                          | Episódio: "Sombras do Passado"         |
| 1994    | Você Decide                 | Rômulo Mourão                    | Episódio: "Tudo Pela Arte"             |
| 1995    | História de Amor            | Bruno Moretti                    |                                        |
| 1996    | Perdidos de Amor            | Rodrigo                          |                                        |
| 1997    | Terra Mãe                   | Filipe Romão                     |                                        |
| 1998    | Você Decide                 | Alexandre                        | Episódio "Garoto de Programa"          |
| 1999    | Você Decide                 | Pierre                           | Episódio: "Numa e Ninfa"               |
| 1999    | Chiquinha Gonzaga           | João Carlos Neves Gonzaga (Juca) |                                        |
| 1999    | Mulher                      | Beto                             | Episódio: "O Acidente"                 |
| 1999    | Tiro e Queda                | Renato Amarante                  |                                        |
| 2000    | Malhação                    | Antônio                          | Episódio: "10 de maio"                 |
| 2000    | Você Decide                 | Max                              | Episódio: "Olha o Passarinho"          |
| 2001    | As Filhas da Mãe            | Fausto Cavalcante (jovem)        | Episódio: "27 de agosto"               |
| 2001–04 | A Vida é um Show            | Apresentador                     |                                        |
| 2002    | Sabor da Paixão             | Luís Felipe Gonçalves            |                                        |
| 2004    | Esmeralda                   | José Armando Álvarez Real        |                                        |
| 2006    | Avassaladoras: A Série      | Raul                             | Episódio: "Insegurança"                |
| 2010    | Uma Rosa com Amor           | Claude Antòine Geraldy           |                                        |
| 2011    | Natália                     | Otávio                           |                                        |
| 2011    | Tempo Final                 | Marcelo                          | Episódio: "A Possuída"                 |
| 2011    | Amor e Revolução            | Major José Mariano Guerra        |                                        |
| 2013    | Agora Sim!                  | Paulo                            | Episódio: "Jura-Gandhi"                |
| 2014    | A Segunda Vez               | Eduardo                          |                                        |
| 2015    | Questão de Família          | Felipe                           | Temporada 2                            |
| 2015    | Babilônia                   | Sérgio da Mata                   |                                        |
| 2017    | Popstar                     | Participante                     | Temporada 1                            |
| 2019    | Malhação: Vidas Brasileiras | Osvaldo Rabelo                   | Episódio: "5 de fevereiro–14 de abril" |
| 2023    | Terra e Paixão              | Juiz Guilherme Trindade          | Episódio: "27 de julho"                |

### Cinema
| Ano  | Título            | Personagem |
| ---- | ----------------- | ---------- |
| 2011 | Teus Olhos Meus   | Carlos     |
| 2015 | Punhal            | Felipe     |
| 2022 | Aos Nossos Filhos | Sérgio     |

## Discografia
| Ano  | Álbum | Gravadora     | Ref   |
| ---- | ----- | ------------- | ----- |
| 1999 | Um    | Velas         | [ 4 ] |
| 2009 | Cara  | Biscoito Fino | [ 5 ] |

## Prêmios e indicações
| Ano  | Prêmio                                 | Categoria                                               | Trabalho                        | Resultado | Ref    |
| ---- | -------------------------------------- | ------------------------------------------------------- | ------------------------------- | --------- | ------ |
| 2011 | 10º Grande Prêmio do Cinema Brasileiro | Trilha Sonora Original                                  | Dzi Croquettes                  | Indicado  | [ 26 ] |
| 2015 | 4º Prêmio Botequim Cultural de Teatro  | Melhor Ator                                             | O Beijo no Asfalto – O Musical. | Venceu    | [ 27 ] |
| 2015 | 28º Prêmio Shell de Teatro - RJ        | Iniciativa de criar adaptação O Beijo no Asfalto        | O Beijo no Asfalto – O Musical. | Venceu    | [ 28 ] |
| 2016 | 10º Prêmio APTR de Teatro              | Adaptação de O Beijo no Asfalto                         | O Beijo no Asfalto – O Musical. | Venceu    | [ 29 ] |
| 2016 | 12ª Prêmio FITA                        | Trilha Original                                         | O Beijo no Asfalto – O Musical. | Indicado  | [ 30 ] |
| 2016 | III Prêmio Cesgranrio de Teatro        | Categoria Especial pela adaptação de O Beijo no Asfalto | O Beijo no Asfalto – O Musical. | Venceu    | [ 31 ] |
| 2022 | Prêmio Destaques Musical.Rio           | Melhor Ator                                             | Copacabana Palace: O Musical    | Indicado  |        |